# Lista de estádios de futebol de Mato Grosso
Esta é uma lista dos estádios de futebol do estado de Mato Grosso, com um breve resumo de suas informações.

## Estádios deCuiabá
| Estádio                     | Nome popular | Capacidade | Localidade | Proprietário                       | Time              | Inauguração           | Ref   |
| --------------------------- | ------------ | ---------- | ---------- | ---------------------------------- | ----------------- | --------------------- | ----- |
| Arena Pantanal              | Verdão       | 44.097     | Verdão     | Governo de Mato Grosso             | Cuiabá            | 2 de abril de 2014    | [ 1 ] |
| Estádio Eurico Gaspar Dutra | Dutrinha     | 7.500      | Centro Sul | Federação Matogrossense de Futebol | Mixto e Dom Bosco | 31 de janeiro de 1952 |       |

## Estádios daRegião Metropolitanae interior
| Estádio                                   | Nome popular                                             | Capacidade | Localidade            | Proprietário                        | Time                                              | Inauguração           | Ref.  |  |
| ----------------------------------------- | -------------------------------------------------------- | ---------- | --------------------- | ----------------------------------- | ------------------------------------------------- | --------------------- | ----- |  |
| Estádio Alves Barreto                     | Barretão                                                 | 1.000      | Nortelândia           |                                     | Ponte Preta e União Garimpeira                    |                       |       |  |
| Estádio Antônio Afonso de Melo            | Bilinão                                                  | 4.500      | Alto Araguaia         | Prefeitura de Alto Araguaia         | Alto Araguaia, Araguaia AC e GE Gabirobense       | 26 de outubro de 1980 |       |  |
| Estádio Antônio Santo Renosto             | Asa Delta, Cerradão                                      | 4.500      | Primavera do Leste    |                                     | Juventude-MT e Primavera                          | 13 de maio de 2006    |       |  |
| Estádio Aparecido Briante                 |                                                          | 2.500      | São José do Rio Claro |                                     | São José-MT                                       | 1989                  |       |  |
| Estádio Ari Tomazelli                     |                                                          | 3.500      | Campo Novo do Parecis | Prefeitura de Campo Novo do Parecis | CRAC e Parecis                                    |                       |       |  |
| Estádio Batistão                          |                                                          | 3.000      | Diamantino            |                                     | Diamantino                                        |                       |       |  |
| Estádio Cláudio Barreto                   |                                                          |            | Guiratinga            |                                     |                                                   |                       |       |  |
| Estádio Danilo Pagot                      |                                                          |            | Juara                 |                                     | Juara AC                                          |                       |       |  |
| Estádio Municipal Benedito Laurindo Souza | Dito Souza                                               | 2.600      | Várzea Grande         | Prefeitura de Várzea Grande         | CEOV                                              | 14 de outubro de 2019 | [ 2 ] |  |
| Estádio Egídio José Preima                |                                                          | 5.000      | Sorriso               |                                     | Grêmio Sorriso e Sorriso EC                       |                       |       |  |
| Estádio Félix Belém de Castro             |                                                          | 3.000      | Campo Verde           | Prefeitura de Campo Verde           | CRAC                                              |                       |       |  |
| Estádio José Valeriano Costa              | Zeca Costa                                               | 5.142      | Barra do Garças       |                                     | AA Araguaia e Barra do Garças FC                  |                       |       |  |
| Estádio Luiz Geraldo da Silva             | Geraldão                                                 | 6.500      | Cáceres (Mato Grosso) |                                     | Cacerense e Cáceres EC                            | 6 de outubro de 1974  | [ 3 ] |  |
| Estádio Engenheiro Luthero Lopes          | Caldeirão                                                | 19.000     | Rondonópolis          | Prefeitura de Rondonópolis          | Rondonópolis EC, Vila Aurora e União Rondonópolis | 22 de março de 2000   |       |  |
| Estádio Maestrão                          |                                                          | 4.000      | Alta Floresta         |                                     | Alta Floresta                                     |                       |       |  |
| Estádio Mané Garrincha                    | Rosenão                                                  | 4.000      | Tangará da Serra      | Prefeitura de Tangará da Serra      | Serra-MT, Sport Tangará] Tangará EC e Vasco       |                       |       |  |
| Estádio Márcio Cassiano da Silva          |                                                          | 3.000      | Jaciara               | Prefeitura de Jaciara               | Grêmio Jaciara                                    | 1978                  |       |  |
| Estádio Municipal Massami Uriu            | Gigantão, Gigante do Norte                               | 13.000     | Sinop                 | Prefeitura de Sinop                 | AA Sinop e Sinop FC                               |                       |       |  |
| Estádio Municipal Passo das Emas          | Estádio Municipal de Lucas do Rio Verde, Verdão do Norte | 10.000     | Lucas do Rio Verde    | Prefeitura de Lucas do Rio Verde    | Luverdense                                        | 2008                  |       |  |
| Estádio Municipal Raimundão               | Estádio Municipal de Barra do Bugres                     | 2.000      | Barra do Bugres       |                                     | Santa Cruz-MT                                     |                       |       |  |
| Estádio Municipal de Tapurah              |                                                          |            | Tapurah               |                                     |                                                   |                       |       |  |
| Estádio Neco Falcão                       |                                                          | 5.000      | Poconé                |                                     | Comercial e Poconé EC                             |                       |       |  |
| Estádio Valdir Doilho Wons                |                                                          | 1.200      | Nova Mutum            |                                     | Nova Mutum EC                                     | 11 de agosto de 2020  | [ 4 ] |  |
| Estádio Victório Moro                     |                                                          | 3.000      | Vera                  |                                     | União de Vera                                     |                       |       |  |
| Estádio Virgílio do Nascimento            |                                                          | 2.000      | Nova Xavantina        |                                     | Nova Xavantina                                    |                       |       |  |

## Centros de Treinamento
| Estádio               | Capacidade | Localidade    | Proprietário           | Inauguração | Ref. |
| --------------------- | ---------- | ------------- | ---------------------- | ----------- | ---- |
| CT do Brasil Central  |            | Cuiabá        | Brasil Central         |             |      |
| CT do Cuiabá          |            | Cuiabá        | Cuiabá                 |             |      |
| COT Rubens dos Santos |            | Várzea Grande | Governo de Mato Grosso |             |      |
| CT Carrapicho         |            | Várzea Grande | Operário FC            |             |      |
| COT UFMT              | 2000       | Cuiabá        | UFMT                   |             |      |